# Bjälkerum

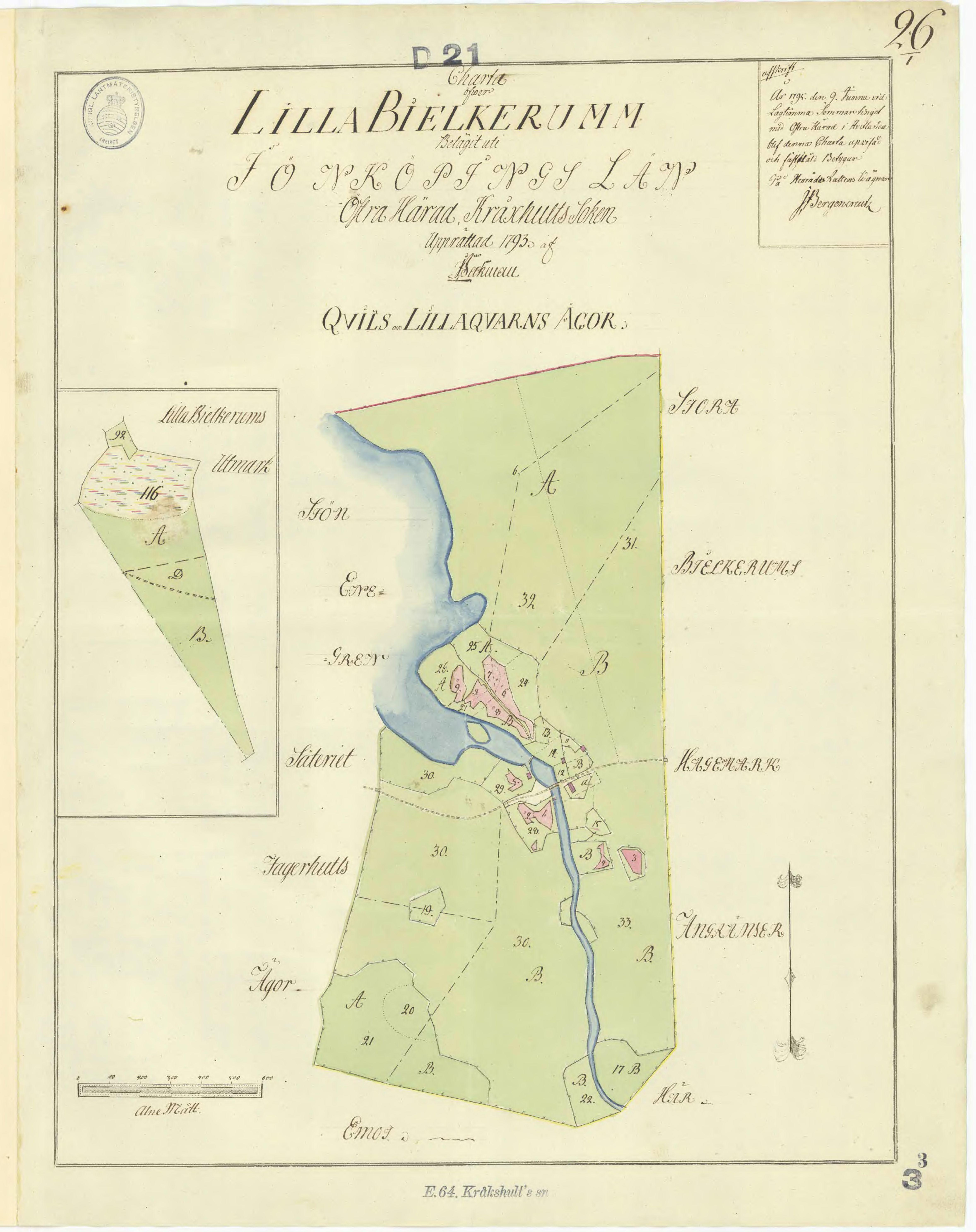
Karta över storskifte i Lilla Bjälkerum från 1793.

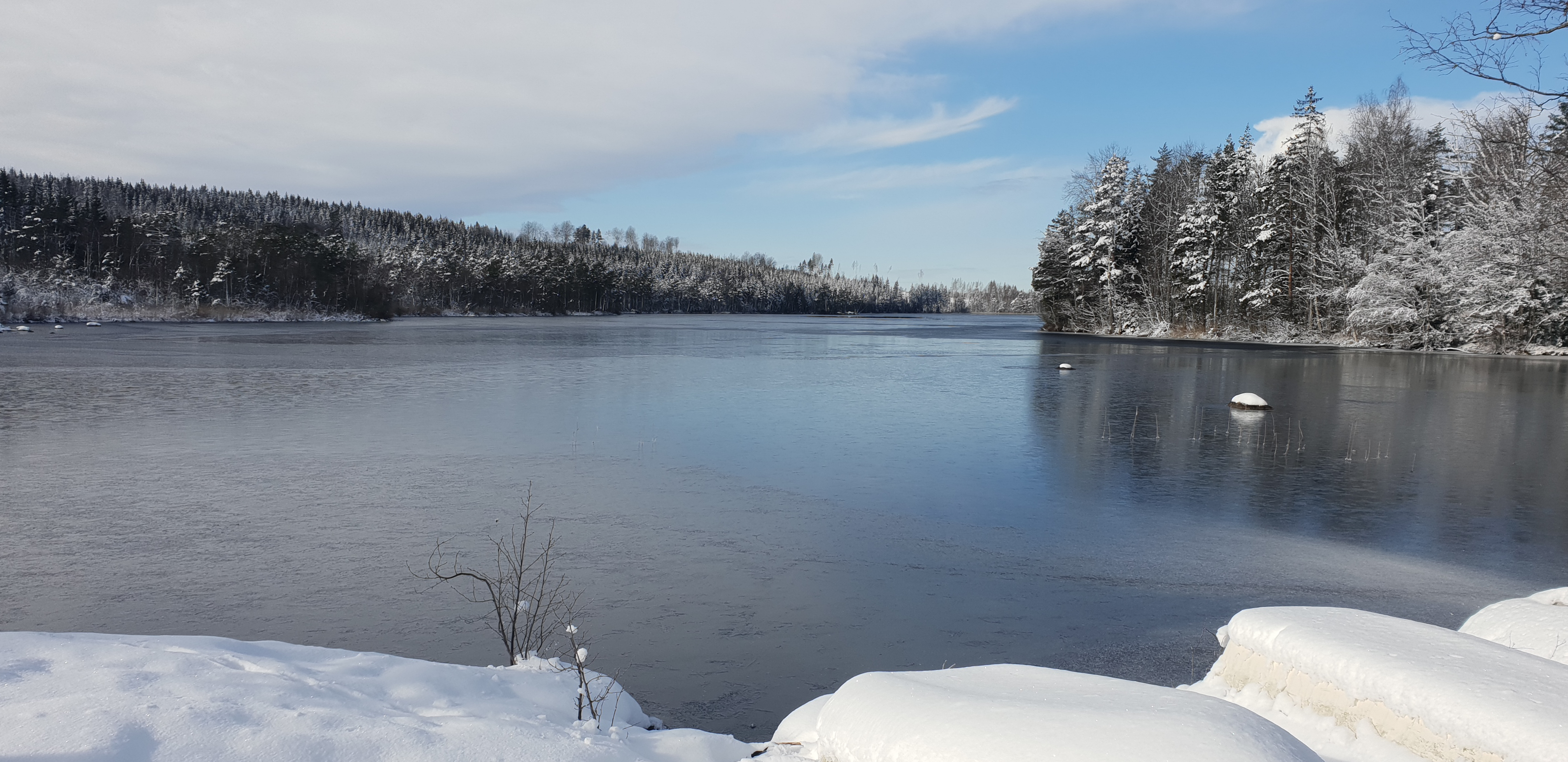
Enegrenen vid Lilla Bjälkerums västra kant.

Bjälkerum, ibland även stavat Bjelkerum, är ett mindre samhälle i Kråkshults distrikt i Eksjö kommun. Samhället är uppdelat i Stora Bjälkerum och Lilla Bjälkerum, där Lilla Bjälkerum ligger vid sjön Enegrenens östra kant.

## Kvarnverksamhet
Kvarnverksamhet omtalas i Bjälkerum redan på medeltiden. Under 1300-talet talar man om tre kvarnströmmar, och Birger Persson (Finstaätten) ägde den stora kvarnen. Innan dess hade den ägts av Magnus Minnesköld och Ingrid Ylva. Efter Perssons död tillföll gården sonen Israel Birgersson, och genom honom Heliga Birgitta (hans syster). Birgitta överlät kvarnen till Vadstena kloster, vilket medförs att den återkommande omnämns i klostrets Jordebok.
Kartor från 1687 visar förekomsten av åtminstone två kvarnar i Bjälkerum, utmed Pauliströmsån. Kvarnarna hörde till Fagerhults Herrgård. Under 1800-talet fanns åtminstone två kvarnar. 1852 sålde fabrikören Otto Wilhelm Wistrand 1/4 mantal, med kvarn, färgeri, garveri, stamp och linoljeslageri, till Carl Key på Edshult, som även ägde Fagerhult. 1890 byggdes en ny kvarn i Bjälkerum, och en mjölnarbyggnad uppfördes 1902 som fortfarande står kvar. Till kvarnen byggdes en tullkammare, en kvarnkammare och ett stall. Efter ombyggnad 1924 var kvarnen med dess 500 kvadratmeter Jönköpings läns största tullkvarn. Kvarnen revs 1968, efter att ha stått tom under ett par år.
Det fanns även en såg i Bjälkerum, som revs 1922. Vattenhjulet stod kvar in på 1940-talet. Några olika smedjor har funnits, den senaste nedlagd under 1950-talet. I Lilla Bjälkerum fanns länge både affär och café, caféet in på 1930-talet.

### Fotnoter
1. 1 2 3 4  Gunnevik (2017), ss. 85-87.